# Psychoda turgida
Psychoda turgida és una espècie d'insecte dípter pertanyent a la família dels psicòdids.

## Descripció
- Mascle: color groguenc, antenes de 15 artells (el núm. 14 fusionat amb el 13) i de 0,88-0,94 mm de llargària, i ales d'1,50-1,62 de longitud i 0,55-0,57 d'amplada.
- Femella: a grans trets és similar al mascle, tot i que té antenes de 0,80-0,95 mm de llargada, ales d'1,50-1,95 de longitud i 0,55-0,72 d'amplada, i una placa subgenital amb la forma de la lletra i grega o la clàssica de copa de vi.[2]

## Distribució geogràfica
Es troba a les illes Filipines: Negros i Mindanao.